# Анна Катаріна Еммерік
Анна Катаріна Еммерік (нім. Anna Katharina Emmerick; 8 вересня 1774, Флямшен, біля міста Косфельд, теперішня земля Північний Рейн-Вестфалія — 9 лютого 1824, Дюльмен, Північний Рейн-Вестфалія) — католицька блаженна, містичка, черниця Чину святого Августина. Беатифікована папою Іваном Павлом II 3 жовтня 2004 року.

## Життєпис
У бідній побожній родині була п'ятою з восьми дітей. Уже змалку виявляла особливості віщого видіння. Вона бачила свого ангела хоронителя, та Божого Спасителя, Матір Божу та інших святих. Спала дуже мало, рідко приймала їжу. Дуже багато молилася, часто цілі ночі проводила в молитвах. У 1802 році вступила в монастир Чину святого Августина у місті Дюльмені, і тут склала обіт.

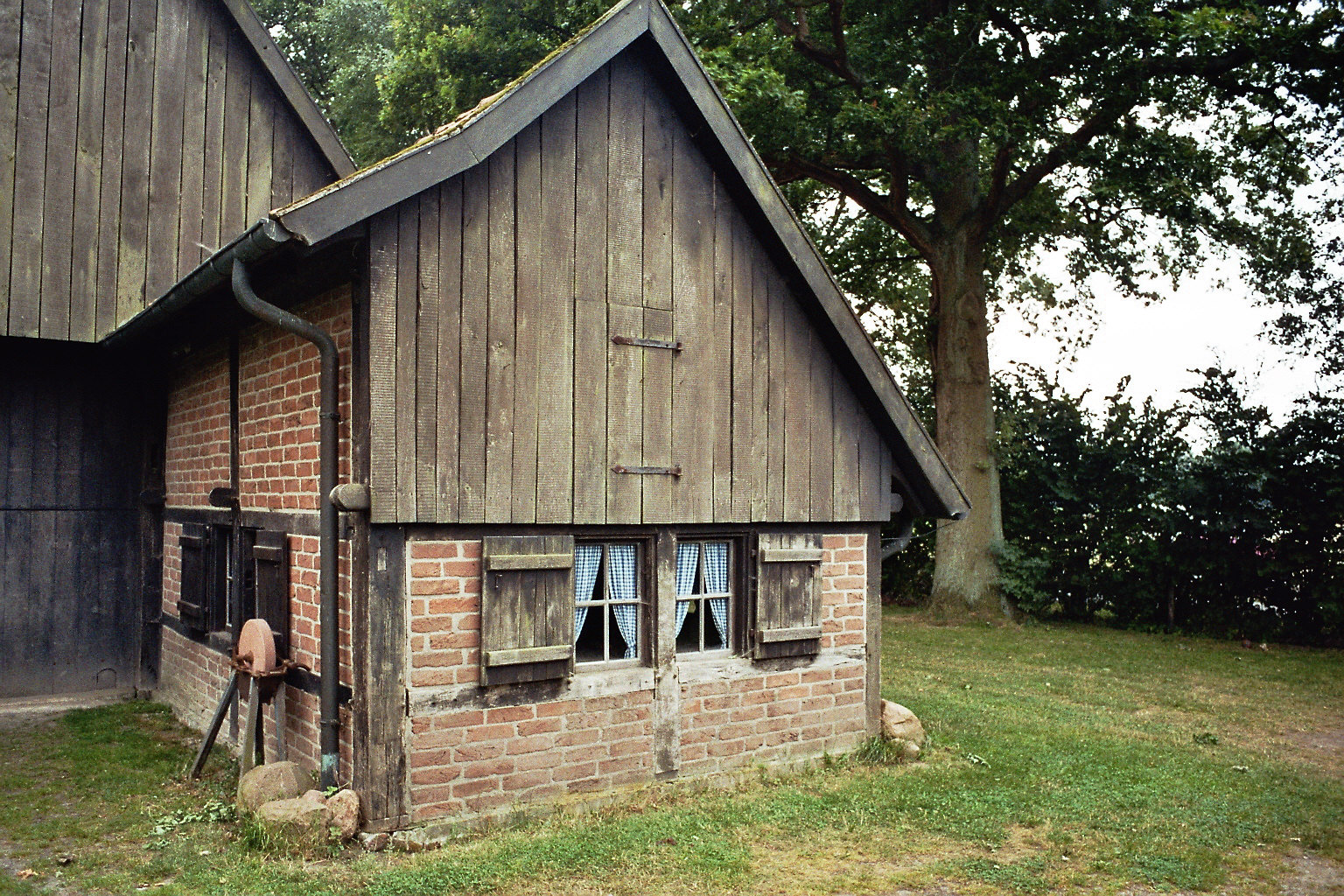
Будинок, де народилася Анна Катаріна

У часи просвітництва, в 1811 році цей монастир був розформований. Анна Катаріна знаходить притулок у однієї вдовиці і після Різдва 1812 року дістає стигмати (рани) Ісуса Христа.
Знаки, які носила з волі Божої, були для неї джерелом невимовних страждань. Вона переносила їх терпеливо у переконанні, що це хрест за гріхи людей. Стигми, які були на її тілі, кровоточили і нагадували рани Ісуса Христа.
Її обстежували багато медичних і церковних комісій. Результат обстежень цих комісій показав, що рани черниці були надприродні.
На вимогу духовного отця сповідника блаженна Анна Катарина Емерік всі свої видіння задиктувала відомому католицькому поету Клеменсові Брентано. В її описах було дуже багато подробиць і деталей. Унаслідок її описів був знайдений будинок в Ефесі, де жила Діва Марія після розп'яття Ісуса Христа.
Анна Катаріна Еммерік померла 9 лютого 1824 року. 3 жовтня 2004 року папа Іван Павло ІІ проголосив її блаженною.